# Джей Кларк Бакі
Джей Кларк Бакі (молодший) англ. Dr. Jay Clark Buckey, Jr.(6 червня 1956 , Нью-Йорк, Нью-Йорк ) — американський медик, астронавт, політик.

## Освіта
- 1973 — закінчив середню школу В.Треспера Кларка (англ. W. Tresper Clarke High School) в Вестбері, штат Нью-Йорк.
- 1977 — отримав ступінь бакалавра з електротехніки в Корнельському університеті (англ. Cornell University).
- 1981 — отримав звання доктора медицини від Корнеллського університету
- 1981—1982 — інтернатура Нью-Йоркського госпіталю Корнеллського медичного центру (англ. New-York Hospital-Cornell Medical Center) і остаточна лікарська стажування в Медичному центрі Дартмут-Хічкок (англ. Dartmouth-Hitchcock Medical Center).
- 1982—1984 — навчання в Південно-західному медичному центрі Університету Техасу (англ. Southwestern Medical Center University of Texas) на стипендію НАСА з космічної біології.

## Професійна діяльність
- З 1984 по 1995 — робота у Південно-західному медичному центрі Університету Техасу.
  - З 1984 року — дослідник-інструктор кафедри медицини
  - З 1986 — асистент професора медицини
  - У 1995 році — заступник професора медицини.
- 1995 рік — у Медичному центрі Дартмут-Хічкок
- З 1996 — заступник професора медицини Медичної школи Дартмут (англ. Dartmouth Medical School).
- У даний час — професор медицини Медичної школи Дартмут

У 1987—1995 роках був лікарем авіаційної медицини 457-ї ескадрильї тактичних винищувачів (англ. 457th Tactical Fighter Squadron) на базі авіації резерву ВМС США (англ. Naval Air Station Joint Reserve Base) в Форт-Уерту, штат Техас

## Космічна підготовка
- 18 вересня 1989 проходив медичний огляд і співбесіду в космічному центрі імені Джонсона в Х'юстоні у фінальній стадії 13-го набору астронавтів НАСА.
- 6 грудня 1991 р. — відібраний як кандидат у спеціалісти з корисного навантаження для польоту з лабораторією Spacelab за програмою SLS-2.
- 29 жовтня 1992 р. — призначений дублером фахівця з корисного навантаження.
- 3 грудня 1995 р. — проходив медичний огляд і співбесіду в космічному центрі імені Джонсона в Х'юстоні у фінальній стадії 16-го набору астронавтів НАСА.
- 4 квітня 1996 р. — відібраний як кандидат у спеціалісти з корисного навантаження для польоту за програмою Neurolab, у травні почав підготовку до польоту.
- 28 квітня 1997 р. — призначений основним фахівцем з корисного навантаження в екіпаж місії STS-90.

## Космічний політ

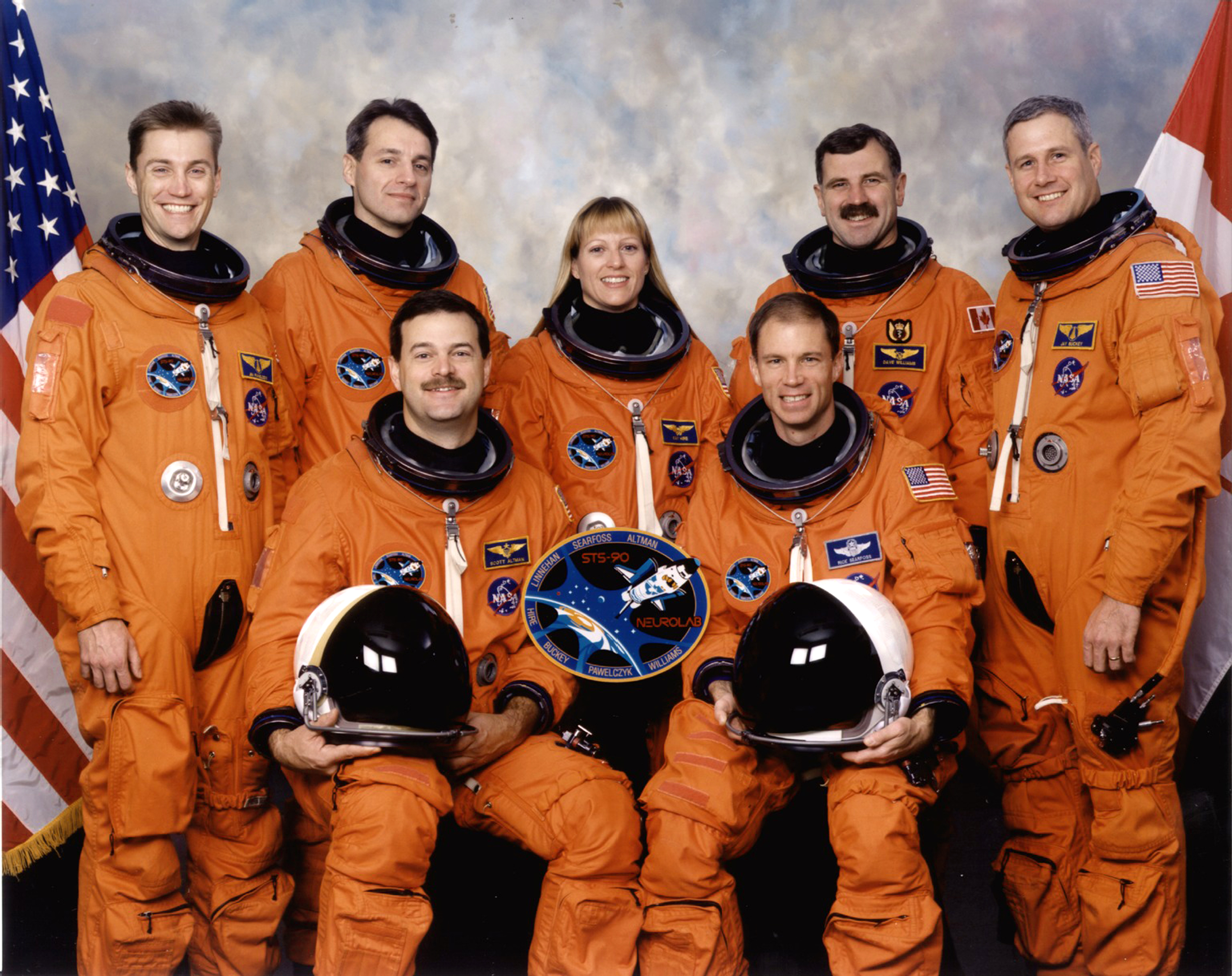
Екіпаж місії STS_90 (Бакі — крайній праворуч)

З 17 квітня по 3 травня 1998 здійснив космічний політ як фахівець з корисного навантаження в екіпажі шатлу «Колумбія» за програмою місії STS-90.
Основна корисне навантаження місії — лабораторія Neurolab. Основний експеримент — адаптація серцево-судинної системи до невагомості.
У польоті Баки виконав 26 медичних експериментів з вивчення впливу мікрогравітації на мозок і нервову діяльність людини, в яких як об'єктів дослідження виступали інші члени екіпажу.
Тривалість польоту склала 15 діб 21 годин 49 хвилин 59 секунд.

## Політична діяльність
У 2008 р. Джей Кларк Бакі брав участь кандидатом від Демократичної партії у виборах до Сенату США від штату Нью-Гемпшир. Основна ідея програми — перехід до нової енергетиці, незалежної від нафтопродуктів. Зняв свою кандидатуру на користь іншого кандидата від демократів, Джин Шагін (англ. Jeanne Shaheen).

## Наукові та почесні звання
- Професор медицини Медичної школи Дартмут

## Нагороди
- 1998 медаль NASA за космічний політ.